# Estación Arizona
Arizona es una estación ferroviaria ubicada en la localidad homónima, en el departamento Gobernador Dupuy, en la Provincia de San Luis, República Argentina.

## Ubicación
Se encuentra en el km 678,2 km desde la Estación Once.

## Servicios
No presta servicios de pasajeros desde principios de la década de 1990. Sus vías están concesionadas a la empresa de cargas Ferroexpreso Pampeano, sin embargo sus vías se encuentran abandonadas y sin uso.